# Імшан
Імша́н — загальнозоологічний заказник місцевого значення в  Черкаському районі Черкаської області.
Створений рішенням Черкаської обласної ради від 19.03.1976 р. № 177. Має площу 232 га. Розташований у кв. 45, 54, 63, 64, 70, 76, 80 Яснозірського лісництва. Керуюча організація — ДП «Корсунь-Шевченківське лісове господарство». Заказник включає ділянку дубово-соснових насаджень віком 100 років як резерват плямистих оленів, завезених з Далекого Сходу.

## Динаміка чисельності плямистого оленя

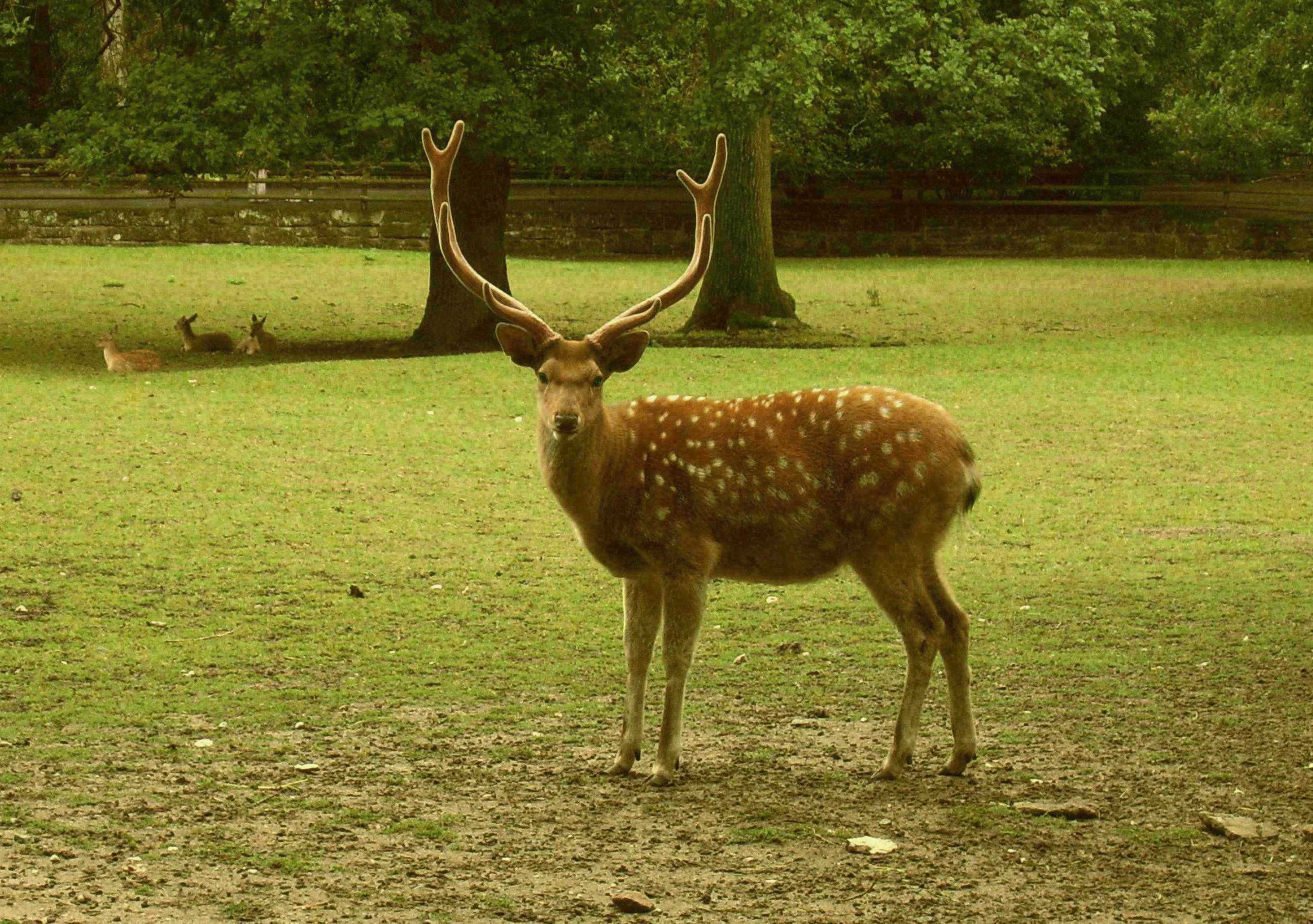
Олень плямистий, або олень японський

В мисливське господарство «Імшан» у березні 1958 року завезли 18 самок і 7 самців плямистого оленя з Приморського краю. Спочатку їх тримали у вольєрах, у вільні угіддя їх випустили лише у 1962 р. За цей час поголів'я зросло майже втричі і досягло 73 особини. На 1970 р. чисельність оленів у господарстві досягла 443 особин. Занадто висока чисельність призвела до виснаження кормової бази. Починаючи з зими 1970/1971 рр. оленів відловлювали для відселення, що викликало підвищене турбування. Олені стали залишати «Імшан» і переходити в сусідні угіддя, розташовані на Мошногірському кряжі, де їх чисельність поступово збільшувалася. Загальна кількість вивезених з «Імшану» оленів склала 160 голів, відстріляних на м'ясо — 210 голів, не менше 200 голів відстріляли браконьєри. Станом на 2009 р. в господарстві нараховували лише близько 50 оленів.